# Birgitte Berg Nielsen
Birgitte Berg Nielsen, född 1861, död 1951, var en dansk kvinnosakspolitiker. 
Hon var medlem inom Dansk Kvindesamfund. Hon är främst känd för sitt engagemang för näringslära och hushållskunskap, som hon ansåg skulle behandlas som ett seriöst ämne. Hon menade att kvinnor borde få formell utbildning även i de ämnen de behövde kunna endast för att vara hemmafruar, för att känna sig mer meningsfulla. Hon grundade 1905 hushållsskolan Husholdningsskole og Husholdningsseminarium. Hon utgav flera böcker om näringslära 1912-1933. 